# FK Ravan Bakou
Maillots
Actualités
Le Ravan Bakou Futbol Klubu (en azéri : Rəvan Bakı Futbol Klubu), plus couramment abrégé en Ravan FK, est un ancien club azerbaïdjanais de football fondé en 2007 et disparu en 2017, et basé à Bakou, la capitale du pays.
Le club joue en 2011 en Unibank Premyer Liqası, la première division du pays.

## Histoire
C'est l'un des plus jeunes club de football en Azerbaïdjan puisqu'il a été fondé en 2007. En mai 2011, le club assure sa montée en Unibank Premyer Liqası, grâce à sa seconde place assurée en Azərbaycan Birinci Divizionu.
Pour la saison 2011-2012, la première du club au plus haut niveau national, il termine à la 8e position, le meilleur classement depuis la fondation du club. La saison d'après, la performance est égalée, la 8e est de nouveau acquise. En 2013, le club est critiqué par les médias locaux, les experts footballistiques et les supporteurs car il  licencie trop souvent les entraîneurs,.

## Stade
Le Bayil Stadium est un stade situé dans la capitale azérie Bakou. Sa construction a commencé le 31 mars 2010. Il fait partie des six stades retenus pour la Coupe du monde féminine -17 2012, qui s'est tenue à l'automne 2012. Trois matchs de la compétition ont été joués dans cette enceinte. Le 13 mai 2013, le 100e match était joué dans ce stade.

## Bilan sportif

### Palmarès
| Compétitions nationales                                     |
| ----------------------------------------------------------- |
| - Championnat d'Azerbaïdjan D2 : - Vice-champion : 2010-11. |

### Résultats passés
| Saison    | Division | Place finale | Matchs disputés | Victoires | Matchs nuls | Défaites | Buts marqués | Buts encaissés | Différence de Buts | Points |
| --------- | -------- | ------------ | --------------- | --------- | ----------- | -------- | ------------ | -------------- | ------------------ | ------ |
| 2009-2010 | D2       | 6            | 22              | 11        | 4           | 7        | 32           | 28             | 4                  | 37     |
| 2010-2011 | D2       | 2            | 26              | 19        | 3           | 4        | 54           | 14             | 40                 | 60     |
| 2011-2012 | D1       | 8            | 31              | 10        | 11          | 11       | 39           | 39             | 0                  | 41     |
| 2012-2013 | D1       | 8            | 32              | 12        | 16          | 5        | 46           | 53             | -7                 | 40     |
| 2013-2014 | D1       |              |                 |           |             |          |              |                |                    |        |

| Saison    | Matchs disputés | Victoires | Défaites | Différence de Buts | Tour atteint      | Dernier adversaire | Score   |
| --------- | --------------- | --------- | -------- | ------------------ | ----------------- | ------------------ | ------- |
| 2009-2010 | 1               | 0         | 1        | -2                 | Tour préliminaire | Kapaz PFC          | 3-1     |
| 2010-2011 | 2               | 1         | 1        | 0                  | Premier Tour      | AZAL PFK Bakou     | 0-2     |
| 2011-2012 | 1               | 0         | 1        | 0                  | Premier Tour      | FK Bakou           | 0-0 3-2 |
| 2012-2013 | 2               | 1         | 1        | 0                  | Quarts de Finale  | FK Khazar Lankaran | 1-2     |
| 2013-2014 |                 |           |          |                    |                   |                    |         |

## Personnalités du club

### Entraîneurs du club
| Entraîneur        | Durée du contrat                     | Matchs joués | Victoires | Matchs nuls | Défaites | Pourcentage de victoires |
| ----------------- | ------------------------------------ | ------------ | --------- | ----------- | -------- | ------------------------ |
| Vladislav Kadyrov | 2010 - 2011                          |              |           |             |          |                          |
| Bahman Hasanov    | 2011 - 20 septembre 2011             | 6            | 0         | 3           | 3        | 0                        |
| Vladislav Kadyrov | 20 septembre 2011 - 6 février 2012   | 13           | 5         | 4           | 4        | 38,5                     |
| Bahman Hasanov    | 6 février 2012 - 8 juin 2012         | 14           | 5         | 4           | 5        | 35,7                     |
| Cevat Güler       | 12 juillet 2012 - 25 août 2012       | 4            | 0         | 3           | 1        | 0                        |
| Bahman Hasanov    | 25 août 2012 - 24 septembre 2012     | 2            | 1         | 0           | 1        | 50                       |
| Kemal Alispahić   | 24 septembre 2012 - 21 décembre 2012 | 14           | 5         | 1           | 8        | 38,5                     |
| Ramil Aliyev      | 21 décembre 2012 - 12 août 2013      | 16           | 8         | 0           | 8        | 50                       |
| Vladislav Kadyrov | 12 août 2013 - 5 octobre 2013        | 7            | 1         | 3           | 3        | 14,3                     |
| Shahin Diniyev    | 7 octobre 2013 - 3 janvier 2014      | 11           | 1         | 3           | 7        | 9,1                      |
| Güvenç Kurtar     | 3 janvier 2014 -                     | 4            | 0         | 1           | 3        | 0                        |

### Joueurs du club

#### Joueurs internationaux
Statistiques arrêtés au 4 février 2014,,.
| Joueur             | Pays        | Sélections | Buts | Années internationales | Années au club |
| ------------------ | ----------- | ---------- | ---- | ---------------------- | -------------- |
| Ramazan Abbasov    | Azerbaïdjan | 7          | 0    | 2005-                  | 2011-          |
| Jamshid Maharramov | Azerbaïdjan | 6          | 0    | 2007-                  | 2013-          |
| Agil Nabiyev       | Azerbaïdjan | 9          | 0    | 2008-                  | 2013-          |
| Mitja Mörec        | Slovénie    | 14         | 0    | 2007-2009              | 2014-          |

| Joueur            | Pays         | Sélections | Buts | Années internationales | Années au club |
| ----------------- | ------------ | ---------- | ---- | ---------------------- | -------------- |
| Rashad Abdullayev | Azerbaïdjan  | 10         | 0    | 2004-2006              | 2013           |
| Amit Guluzade     | Azerbaïdjan  | 3          | 0    | 2010-                  | 2012           |
| Tural Jalilov     | Azerbaïdjan  | 4          | 0    | 2008-                  | 2011-2013      |
| Nodar Mammadov    | Azerbaïdjan  | 4          | 0    | 2007-2009              | 2013           |
| Artur Kotenko     | Estonie      | 27         | 0    | 2004-                  | 2011           |
| Francis Bossman   | Ghana        | 1          | 0    | 2003                   | 2012           |
| Nicolae Orlovschi | Moldavie     | 1          | 0    | 2012-                  | 2012-2013      |
| Mindaugas Kalonas | Lituanie     | 43         | 3    | 2006-                  | 2013           |
| Samuel Barlay     | Sierra-Leone | 17         | 1    | 2004-                  | 2011-2013      |
| Sheriff Suma      | Sierra-Leone | 37         | 8    | 2006-2013              | 2011-2012      |
| Sokhib Suvonkulov | Tadjikistan  | 38         | 3    | 2008-                  | 2013           |

## Records

### Équipe
- Plus grande victoire : 6-2 contre PFK Turan Tovuz, le 30 mars 2013 en Unibank Premyer Liqası
- Plus grande victoire en championnat : 6-2 contre PFK Turan Tovuz, le 30 mars 2013 en Unibank Premyer Liqası
- Plus grande victoire en coupe : 5-2 contre Qaradağ FK, le 4 décembre 2013
- Plus grande victoire à domicile : 5-1 contre Kapaz PFC, le 28 avril 2012 en Unibank Premyer Liqası
- Plus grande victoire à l'extérieur : 6-2 contre PFK Turan Tovuz, 30 mars 2013 en Unibank Premyer Liqası
- Plus grande défaite : 0-5 contre le FK Bakou, le 18 août 2013 en Unibank Premyer Liqası
- Plus grande défaite en championnat : 0-5 contre le FK Bakou, le 18 août 2013, en Unibank Premyer Liqası
- Plus grande défaite en coupe : 0-5 contre le FK Khazar Lankaran, le 7 mars 2013
- Plus grande défaite à domicile : 3-5 contre AZAL PFK Bakou, le 14 mai 2013 en Unibank Premyer Liqası
- Plus grande défaite à l'extérieur : 0-5 contre le FK Bakou, le 18 août 2013 en Unibank Premyer Liqası
- Plus grand nombre de buts inscrits en une saison : 46, en 2012-2013
- Plus petit nombre de buts inscrits en une saison : 39, en 2011-2012
- Plus grand nombre de buts concédés en une saison : 53, en 2012-2013
- Plus petit nombre de buts concédés en une saison : 39, en 2011-2012
- Plus grand nombre de points en une saison : 41 en 32 matchs, en 2011-2012 en Unibank Premyer Liqası
- Plus petit nombre de points en une saison : 40 en 32 matchs, en 2012-2013 en Unibank Premyer Liqası